# Prinasura pyrrhopsamma
Prinasura pyrrhopsamma är en fjärilsart som beskrevs av George Francis Hampson 1903. Prinasura pyrrhopsamma ingår i släktet Prinasura och familjen björnspinnare. Inga underarter finns listade i Catalogue of Life.